# Gerard Malanga
Gerard Joseph Malanga (Bronx, 20 de marzo de 1943) es un poeta, fotógrafo  y director de cine estadounidense.

## Biografía
Nacido en el Bronx, estudió poesía y dirección de cine con los legendarios Willard Maas y Marie Menke en la Universidad de Cincinnati. Desde 1963 hasta 1970 fue un estrecho colaborador de Andy Warhol con quien fundó la revista Interview en 1969 y tuvo diversas colaboraciones cinematográficas; también contribuyó a la puesta a punto de la técnica serigráfica para su obra. En esa época, fue actor de vanguardia en películas como Couch (1964), Vinyl (1965) y The Chelsea Girls (1966), de Warhol, que por su belleza y caballerosidad, lo convirtió en uno de los protagonistas del arte pop.
Malanga fue famoso por bailar en los conciertos psicodélicos de The Velvet Underground provisto de un látigo de domador; el mismo había descubierto el grupo en compañía de Barbara Rubin en diciembre de 1965 y llevó a Warhol para que lo conociese.
En 1970, deja a Warhol para trabajar por su cuenta, por ello aumentó su actividad como fotógrafo y realizó retratos de amigos famosos y personalidades como el escritor John Rechy en 1973.
En la actualidad, Malanga mantiene un archivo de imágenes y de realizaciones cinematográficas de The Factory de Warhol, y continúa su obra como poeta. Es autor de una veintena de libros de poesía, como This Will Kill That (Esto matará aquello). Su obra Screen Tests: A Diary realizada en colaboración con Warhol se ha convertido en una codiciada pieza de coleccionista y contiene algunos de sus primeros poemas.

## Algunos de sus trabajos

### Poesía
- Screen Tests: A Diary (with photos by Andy Warhol) (1966)
- 3 Poems for Benedetta Barzini (1967)
- Prelude to International Velvet Debutante (1967)
- The Last Benedetta Poems (1969)
- Gerard Malanga Selbsportrait eines Dichters (1970)
- 10 Poems for 10 Poets (1970)
- chic death (1971)
- Wheels Of Light (1972) Nine Poems for César Vallejo (1972)
- The Poetry Of Night, Dawn And Dream/Nine Poems For Cesar Vallejo (1972)
- Licht/Light (1973, bilingual)
- Incarnations: Poems 1965-1971 (1974)
- Rosebud (1975)
- Leaping Over Gravestones (1976)
- Ten Years After: The Selected Benedetta Poems (1977)
- 100 years have passed (1978)
- This Will Kill That (1978)
- Three Diamonds (1991)
- Mythologies Of The Heart (1996)
- No Respect: New & Selected Poems 1964 - 2000 (2001)

### Fotografía
- Screen Tests/A Diary, in collaboriation with Andy Warhol (1967)
- Six Portraits (1975)
- Good Girls (1994)
- Seizing The Moment (1997)
- Resistance to Memory (1998)
- Screen Tests Portraits Nudes 1964 - 1996 (2000)